# Alfréd Schaffer
Alfréd Schaffer (Budapest, 13 febbraio 1893 – Prien am Chiemsee, 30 agosto 1945) è stato un calciatore e allenatore di calcio ungherese.

## Biografia
Dopo una brillante carriera calcistica da centravanti in varie squadre mitteleuropee (nel biennio 1917/1919 è il miglior realizzatore europeo segnando rispettivamente 46 e 41 reti per l'MTK Budapest), divenne allenatore di pari valore, e, dopo aver allenato anche la Nazionale magiara nel 1938, passò ad allenare la Roma, con cui vinse lo scudetto nel 1941-1942, il primo per la società giallorossa.
Il 30 agosto 1945 fu trovato morto su un treno in una stazione a 75 da Monaco di Baviera, senza che le cause del decesso fossero mai del tutto chiarite. Il suo corpo fu sepolto  nel cimitero di Prien.

## Statistiche

### Cronologia presenze e reti in nazionale
| Cronologia completa delle presenze e delle reti in nazionale ― Ungheria | Cronologia completa delle presenze e delle reti in nazionale ― Ungheria | Cronologia completa delle presenze e delle reti in nazionale ― Ungheria | Cronologia completa delle presenze e delle reti in nazionale ― Ungheria | Cronologia completa delle presenze e delle reti in nazionale ― Ungheria | Cronologia completa delle presenze e delle reti in nazionale ― Ungheria | Cronologia completa delle presenze e delle reti in nazionale ― Ungheria | Cronologia completa delle presenze e delle reti in nazionale ― Ungheria |
| Data                                                                    | Città                                                                   | In casa                                                                 | Risultato                                                               | Ospiti                                                                  | Competizione                                                            | Reti                                                                    | Note                                                                    |
| ----------------------------------------------------------------------- | ----------------------------------------------------------------------- | ----------------------------------------------------------------------- | ----------------------------------------------------------------------- | ----------------------------------------------------------------------- | ----------------------------------------------------------------------- | ----------------------------------------------------------------------- | ----------------------------------------------------------------------- |
| 7-11-1915                                                               | Budapest                                                                | Ungheria                                                                | 6 – 2                                                                   | Austria                                                                 | Amichevole                                                              | 3                                                                       |                                                                         |
| 7-5-1916                                                                | Vienna                                                                  | Austria                                                                 | 3 – 1                                                                   | Ungheria                                                                | Amichevole                                                              | -                                                                       |                                                                         |
| 4-6-1916                                                                | Budapest                                                                | Ungheria                                                                | 2 – 1                                                                   | Austria                                                                 | Amichevole                                                              | 1                                                                       |                                                                         |
| 1-10-1916                                                               | Budapest                                                                | Ungheria                                                                | 2 – 3                                                                   | Austria                                                                 | Amichevole                                                              | 1                                                                       |                                                                         |
| 5-11-1916                                                               | Vienna                                                                  | Austria                                                                 | 3 – 3                                                                   | Ungheria                                                                | Amichevole                                                              | 1                                                                       | 70’                                                                     |
| 6-5-1917                                                                | Vienna                                                                  | Austria                                                                 | 1 – 1                                                                   | Ungheria                                                                | Amichevole                                                              | -                                                                       |                                                                         |
| 3-6-1917                                                                | Budapest                                                                | Ungheria                                                                | 6 – 2                                                                   | Austria                                                                 | Amichevole                                                              | 2                                                                       |                                                                         |
| 15-7-1917                                                               | Vienna                                                                  | Austria                                                                 | 1 – 4                                                                   | Ungheria                                                                | Amichevole                                                              | 3                                                                       |                                                                         |
| 7-10-1917                                                               | Budapest                                                                | Ungheria                                                                | 2 – 1                                                                   | Austria                                                                 | Amichevole                                                              | 1                                                                       |                                                                         |
| 4-11-1917                                                               | Vienna                                                                  | Austria                                                                 | 1 – 2                                                                   | Ungheria                                                                | Amichevole                                                              | 2                                                                       |                                                                         |
| 14-4-1918                                                               | Budapest                                                                | Ungheria                                                                | 2 – 0                                                                   | Austria                                                                 | Amichevole                                                              | 1                                                                       |                                                                         |
| 12-5-1918                                                               | Budapest                                                                | Ungheria                                                                | 2 – 1                                                                   | Svizzera                                                                | Amichevole                                                              | 1                                                                       |                                                                         |
| 2-6-1918                                                                | Vienna                                                                  | Austria                                                                 | 0 – 2                                                                   | Ungheria                                                                | Amichevole                                                              | 1                                                                       |                                                                         |
| 6-10-1918                                                               | Vienna                                                                  | Austria                                                                 | 0 – 3                                                                   | Ungheria                                                                | Amichevole                                                              | -                                                                       |                                                                         |
| 6-4-1919                                                                | Budapest                                                                | Ungheria                                                                | 2 – 1                                                                   | Austria                                                                 | Amichevole                                                              | -                                                                       |                                                                         |
| Totale                                                                  |                                                                         | Presenze                                                                | 15                                                                      |                                                                         | Reti                                                                    | 17                                                                      |                                                                         |

## Palmarès

### Giocatore

#### Club

##### Competizioni regionali
- Campionato della Germania meridionale: 2

Norimberga: 1920, 1921

##### Competizioni nazionali
- Campionato ungherese: 4

MTK Budapest: 1916-1917, 1917-1918, 1918-1919, 1922-1923
- Coppa d'Ungheria: 1

MTK Budapest: 1922-1923
- Campionato tedesco: 1

Norimberga: 1920-1921
- Campionato cecoslovacco: 2

Sparta Praga: 1922, 1925-1926
- Campionato austriaco: 1

Austria Vienna: 1923-1924
- Coppa d'Austria: 2

Austria Vienna: 1923-1924, 1924-1925

#### Individuale
- Capocannoniere del campionato ungherese: 2

1917-1918 (42 gol), 1918-1919 (41 gol)

### Allenatore

#### Competizioni regionali
- Campionato della Germania meridionale: 2

Eintracht Francoforte: 1932

#### Competizioni nazionali
- Campionato ungherese: 2

MTK Budapest: 1935-1936, 1936-1937
- Campionato italiano: 1

Roma: 1941-1942
- Coppa d'Ungheria: 1

Ferencváros: 1943-1944